# Rivergaro

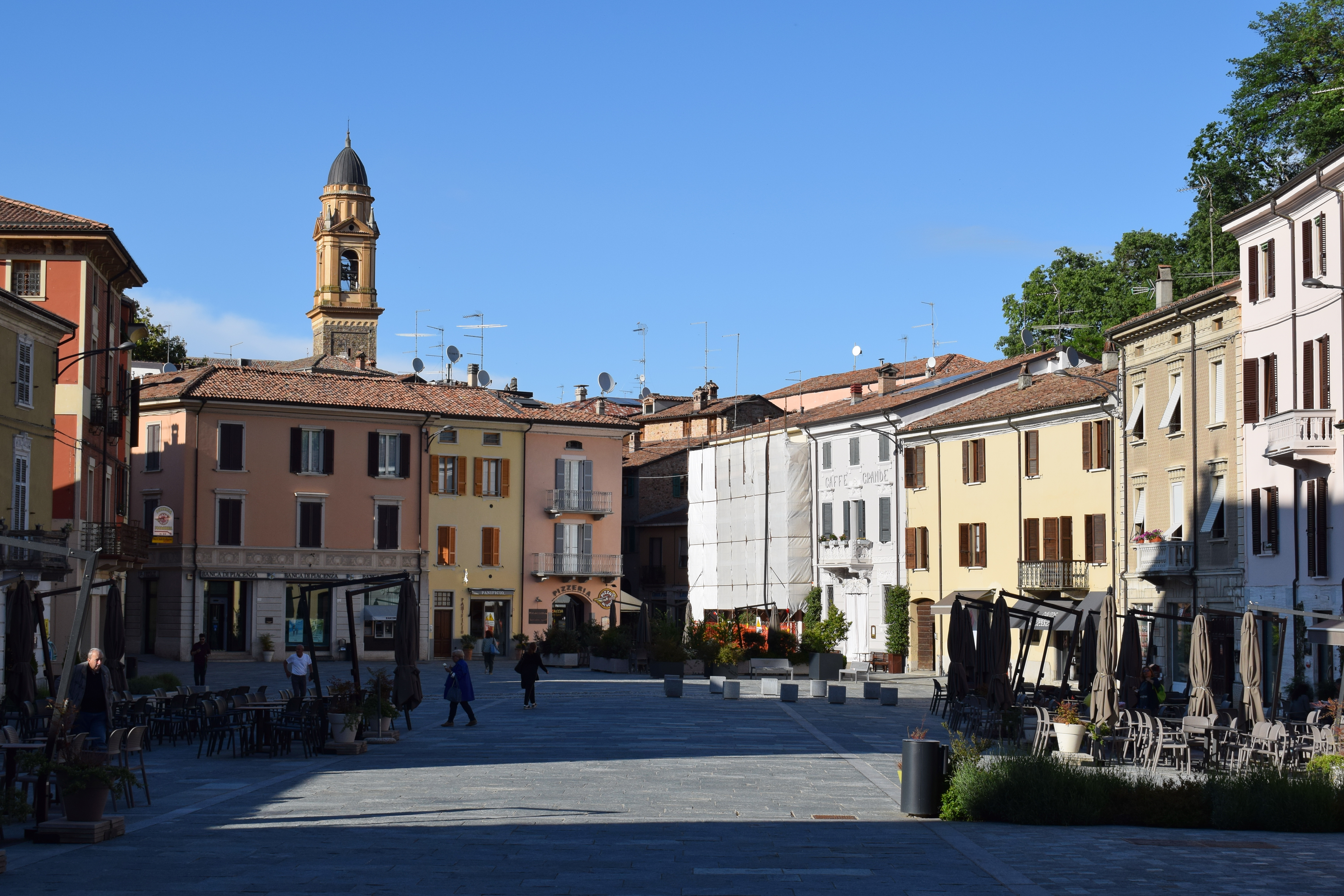
Rivergaro, Piazza Paolo (2018)

Rivergaro ist eine italienische Gemeinde (comune) mit 7121 Einwohnern (Stand 31. Dezember 2023) in der Provinz Piacenza in der Emilia-Romagna. Die Gemeinde liegt etwa 18 Kilometer südwestlich von Piacenza an der Trebbia im Val Trebbia piacentina.

## Geschichte
Die Villa Anguissola-Scotti, geplant von Lotario Tomba 1778, ist auf den Fundamenten einer Befestigungsanlage aus dem 11. Jahrhundert errichtet. Aus dem 13. Jahrhundert (1234) besteht noch sehenswerte das Castello di Montechiaro.

## Verkehr
Durch die Gemeinde entlang der Trebbia führt die Strada Statale 45 di Val Trebbia von Piacenza kommend nach Ligurien bzw. Genua.

## Sport
Das Frauenvolleyballteam des Rebecchi Nordmeccanica Piacenza (River Volley Piacenza) spielt in den höchsten nationalen Spielklassen (A1 und A2) Italiens.

## Persönlichkeiten
- Bruno Gaburro (* 1939), Regisseur